# Annemieke Verdoorn
Annemieke Verdoorn (* 8. August 1961 in Rotterdam) ist eine niederländische Sängerin und Schauspielerin.

## Leben und Wirken
Als Margo nahm sie am Eurovision Song Contest 1985 zusammen mit Franck Olivier, Diane Solomon, Ireen Sheer, Malcolm Roberts und Chris Roberts für Luxemburg teil. Trotz des Staraufgebots konnte die Gruppe mit Children, Kinder, Enfants nur Platz 13 erreichen.
Erfolgreicher verlief ihre Schauspielkarriere: In der niederländischen Krankenhausserie Medisch Centrum West war sie von 1988 bis 1994 als Schwester Ingrid von der Linden zu sehen. Von 1996 bis 2008 spielte sie die Joyce Couwenberg in der Seifenoper Onderweg naar Morgen.